# ホナス・ラマーリョ
ホナス・ラマーリョ・チメーノ（Jonás Ramalho Chimeno、1993年6月10日 - ）は、スペイン・バラカルド出身のサッカー選手。マラガCF所属。アンゴラ代表。ポジションはDF。
所属選手をバスク人に制限しているアスレティック・ビルバオにおいて、クラブ初の混血選手である。父がアンゴラ人、母がバスク人。

## 経歴
右サイドバックもしくはセンターバックとしてプレーする。僅か14歳8か月にしてトップチームに参加した。
2011年11月20日に行われたセビージャFCとの試合で、フェルナンド・ジョレンテとの交代で投入されトップチームデビュー。5分だけの出場であったがチームの勝利に貢献した。
2013年からの2年間はジローナFCにレンタル移籍し定期的に出場機会を得たものの、所属元であるビルバオでの活躍は見込めず、2016年に完全移籍となった。
2021年2月1日、CAオサスナに買取オプション付きのローン移籍で加入した。
2021年7月5日、CAオサスナに完全移籍。
2022年7月15日、マラガCFに2年契約で移籍。

## 代表歴
2020年10月13日、モザンビーク代表との試合でアンゴラ代表としてデビュー。

## タイトル
アスレティック・ビルバオ
- スーペルコパ・デ・エスパーニャ 2015